# 卡尔文 (俄克拉何马州)
卡尔文（英語：Calvin）是美国奧克拉荷馬州休斯縣的一个城镇，在2000年人口普查中的人口为279人。